# Dosinia exoleta
Dosinia exoleta är en musselart som först beskrevs av Carl von Linné 1758.  Dosinia exoleta ingår i släktet Dosinia och familjen venusmusslor. Arten är reproducerande i Sverige. Inga underarter finns listade i Catalogue of Life.

## Bildgalleri

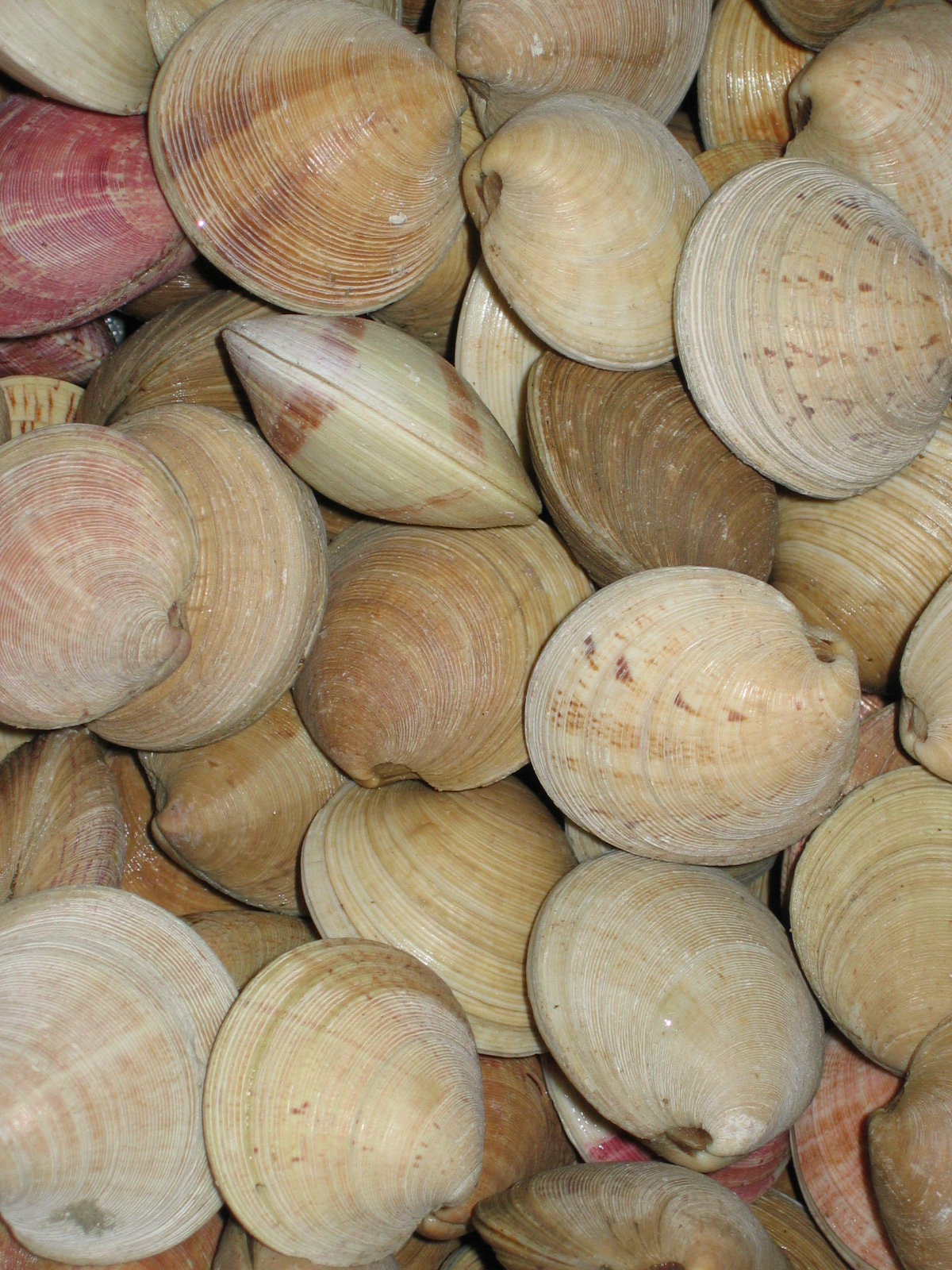
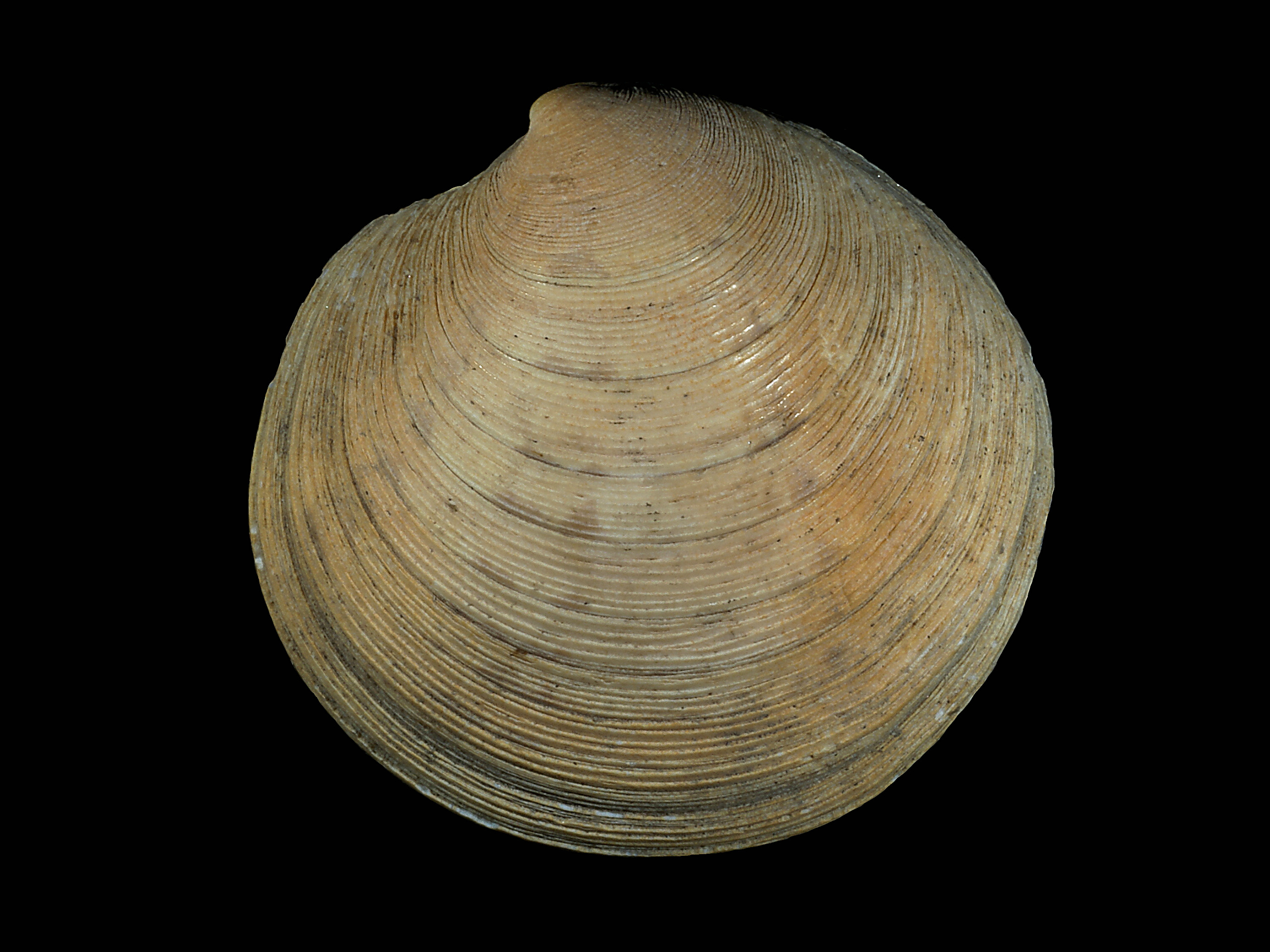
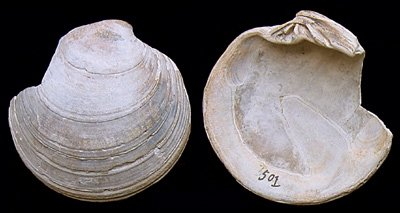